# عثمانیه (شهر)

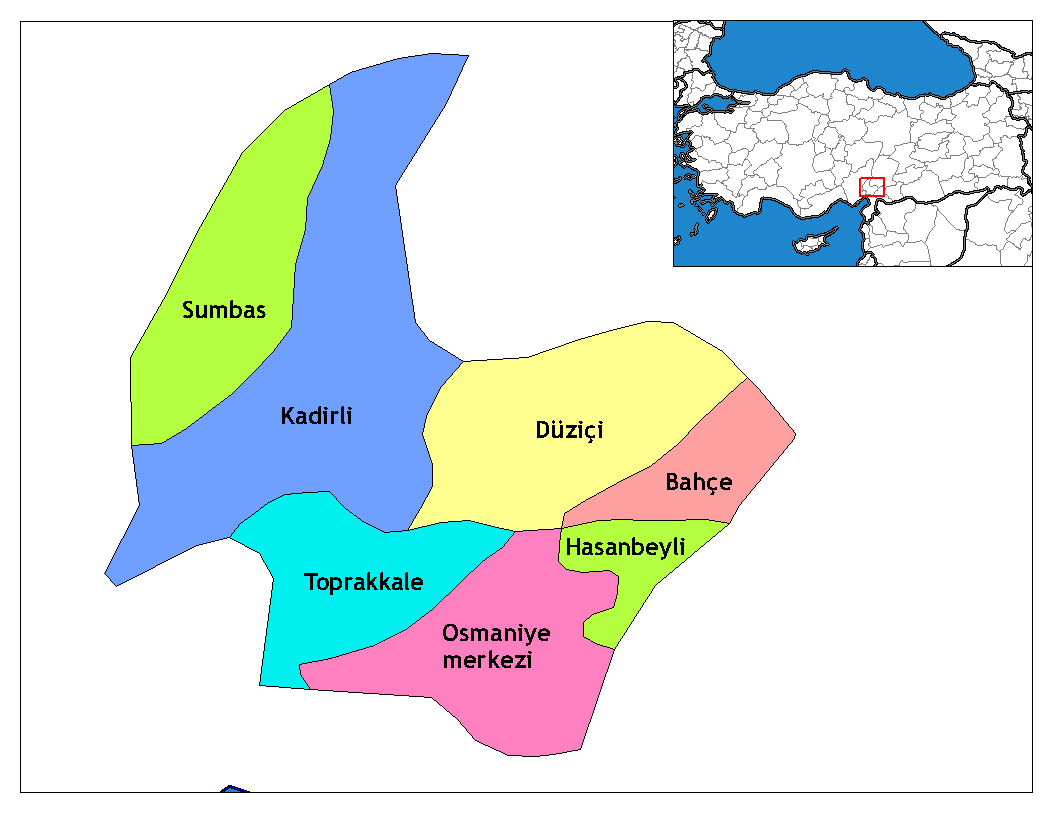
موقعیت شهر عثمانیه

عثمانیه (به ترکی استانبولی: Osmaniye) یکی از شهرهای ترکیه است که در جنوب این کشور واقع شده‌است. جمعیت شهر عثمانیه در سال ۲۰۰۹ برابر با ۱۹۷٬۷۴۷ نفر بوده‌است.اکثر مردم این شهر کرد و عده‌ای ترک و عرب می‌باشند.